# Loin du ghetto
Pour plus de détails, voir Fiche technique et Distribution.
Loin du ghetto (The Younger Generation) est un film américain réalisé par Frank Capra, sorti en 1929.

## Synopsis
Enfant d'immigrants juifs, Morris Goldfish trouve le succès en tant que marchand d'art et déménage avec sa famille sur la Cinquième Avenue, changeant au passage son nom en Maurice Fish. Là, il constate très vite que ses proches nuisent à son nouveau statut social mais il finira par découvrir que la vie ne se résume pas qu'à l'argent.

## Fiche technique
- Titre original : The Younger Generation
- Titre français : Loin du ghetto
- Réalisation : Frank Capra
- Scénario : Fannie Hurst, Sonya Levien et Howard J. Green
- Photographie : Ted Tetzlaff
- Pays de production : États-Unis
- Genre : drame
- Date de sortie : 1929

## Distribution
- Jean Hersholt : Julius « Pa » Goldfish
- Lina Basquette : Birdie Goldfish
- Ricardo Cortez : Morris Goldfish
- Rex Lease : Eddie Lesser
- Rosa Rosanova